# Laura Schrader
Laura Schrader Ferraro (Vercelli, 31 luglio 1938) è una giornalista italiana.

## Biografia

### Attività giornalistica
Laura Schrader inizia l'attività giornalistica nel 1956 con il bisettimanale La Sesia di Vercelli. In seguito collabora con articoli e fotografie a riviste di viaggi, geografia e storia come Atlante, Historia, Atlas. Nel 1975 è colpita dalle tragiche vicende del popolo curdo in Iraq, conseguenti alla sconfitta della rivoluzione del Partito Democratico del Kurdistan  e inizia a seguire la questione curda. In Iraq,  poco dopo gli eventi del 1975, si riorganizza la resistenza, e Schrader pubblica articoli e servizi fotografici sulla resistenza dei Peshmerga su Stampa Sera, L'Incontro, Historia e Il Cammello (di cui dal 1973 è direttrice responsabile).
Dagli anni ottanta si occupa della questione curda per la redazione esteri del quotidiano il manifesto seguendo le vicende di Iran, Siria, Iraq, (dove nel 1991 esplode la rivolta dei Peshmerga contro Saddam Hussein e in Turchia, dove emerge la resistenza del PKK (Partito dei Lavoratori del Kurdistan). Negli anni duemila collabora con il quotidiano Liberazione, con Narcomafie, mensile del Gruppo Abele e con altre testate: Riforma, Rocca, Avvenimenti. Intervista esponenti politici e militari della resistenza curda; tra loro le donne peshmerga in Iraq e le guerrigliere del PKK in Turchia. Da queste esperienze nascono i libri I fuochi del Kurdistan che racconta le origini e la guerriglia del PKK inquadrate nel contesto storico-politico del Kurdistan; Sulle strade del Kurdistan, un reportage dall'Iraq nel corso della rivolta delle forze curde e cristiane contro il regime di Saddam Hussein; Il diritto di esistere - Storie di kurdi e turchi insieme per la libertà sulla situazione in Turchia dopo il golpe del 1980.
- Collabora con Volerelaluna.it e Panoramakurdo.it

### Impegno con le organizzazioni politiche curde

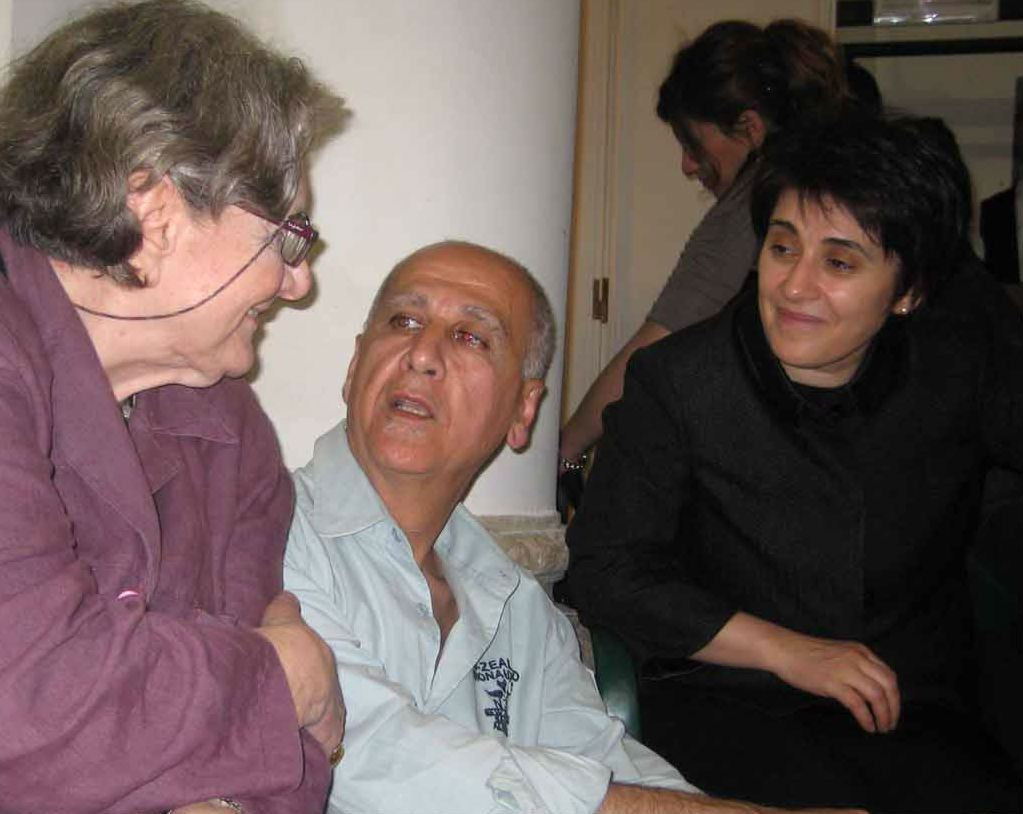
Con Leyla Zana e Baldin Ahmad, Biennale d'Arte di Venezia, 2009

Nel corso della sua attività Laura Schrader stabilisce rapporti di collaborazione e amicizia con politici, intellettuali, artisti e attivisti del Kurdistan. Collabora con gli studenti della diaspora curda nel far conoscere l'esistenza e la resistenza del Kurdistan e fin dall'inizio degli anni ottanta promuove contatti tra esponenti curdi e parlamentari italiani ed europei. Nel 1980, dopo il colpo di Stato in Turchia, organizza incontri con esponenti curdi in esilio e parlamentari europei. Nel 1981 accompagna una delegazione di donne peshmerga dall'Iraq a incontri istituzionali con esponenti di partiti, enti locali, associazioni. Per suo tramite, per la prima volta, nel 1984, alcuni leader della resistenza di Turchia e Iraq partecipano come relatori a un evento in Italia: il convegno internazionale “Le tecniche della non violenza” organizzato a Perugia dalla Regione Umbria. Nel 1988 Laura Schrader presenta per la prima volta al Parlamento Europeo il Fronte unito del Kurdistan iracheno; dall'evento deriverà la risoluzione di condanna dell'uso di armi chimiche da parte del regime di Saddam Hussein. La delegazione era composta dai leader degli otto partiti del Fronte; tra essi Jalal Talabani, futuro presidente dell'Iraq, e Hoshiar Zibari, che dell'Iraq sarà ministro degli Esteri. La presentazione del Fronte al Parlamento di Strasburgo era stato organizzato in collaborazione con l'europarlamentare Alberto Tridente e con gli esponenti curdi Ahmad Bamarni (futuro ambasciatore dell'Iraq in Svezia e in Italia) e Abduljabbar Baghawan (architetto che sarà promotore di progetti di tutela del patrimonio artistico del Kurdistan).
Nel 1991 viene nominata socia ad honorem dall'ong Ksro - Kurdistan Shelter Reconstruction Organization di Sulaimaniya e contribuisce alla realizzazione di alcuni suoi progetti di ricostruzione, come la scuola di Darawyan e l'ospedale di Kaladiza. Nel corso degli anni novanta sostiene le attività del Parlamento del Kurdistan in esilio, creato nell'ambito dell'opposizione in Turchia ed è invitata a partecipare ai congressi dei partiti democratici filo curdi in Turchia, quali Dep, Hadep, Dbp (il partito democratico filocurdo doveva essere frequentemente rifondato con diverso nome in quanto di volta in volta sciolto d'imperio con l'accusa di “terrorismo”).
Nel 2000 e 2001 Laura Schrader è tra le promotrici della campagna di mobilitazione Libertà per Leyla Zana, la parlamentare kurda condannata a 14 anni di carcere dai magistrati di Ankara. Tra il 2011 e il 2015 cura la sezione dedicata al popolo curdo nell'ambito del progetto Un giardino per tutti i martiri e i giusti del Comitato Storico Umanitario guidato da Pasquale Totaro. Ha partecipato e partecipa a incontri e a convegni internazionali.

### Diffusione della cultura curda
La difesa della propria identità, lingua e cultura è fondamentale per il popolo curdo. Laura Schrader si impegna nel farle conoscere, anche attraverso la diffusione di poesie, tradotte in collaborazione con studenti curdi e in alcuni casi con i poeti stessi. Un primo volumetto, pubblicato dal Comune di Torino, vince nel 1983 in premio nazionale San Carlo “Una poesia per la pace”. Alcune liriche sono scelte dall'artista Piero Gilardi per una sua installazione nel 1984. Nel 1987 il grande poeta Sherko Bekas, di passaggio in Italia sulla via dell'esilio, emoziona gli spettatori che ascoltano i suoi versi. Il poeta nell'autobiografia ricorda le sue esperienze in Italia e la giornalista Schrader, alla quale dedica un'opera (Laura). Nel 1993 Schrader pubblica Canti d'amore e di libertà del popolo curdo, con prefazione dello scrittore Ibrahim Ahmad. Grazie alla straordinaria diffusione della collana Millelire delle edizioni Newton Compton, il piccolo libro porta a un pubblico molto vasto un'antologia che attraversa i secoli: da un frammento del VII secolo d.C. ai contemporanei, con brani di poemi celebri come Mam e Zin e La fortezza di Dim Dim. Nel 1998 è relatrice sul tema Il popolo kurdo nel seminario dell'Università Statale di Milano Esperienze storiche e letterarie dei popoli in lotta di liberazione, organizzato dal professor Baykar Syvazlyan, insieme al noto studioso Ismet Sherif Vanly. Sul medesimo tema, svolge cicli di incontri a Roma e Torino, e tiene un corso per insegnanti della Provincia di Novara, pubblicando le dispende Cultura e storia dei Kurdi (1999). All'inizio degli anni duemila collabora alla campagna internazionale per ottenere l'abolizione del divieto dell'uso della lingua curda in Turchia. È presidente della giuria del concorso per video e fotografie di artisti curdi e della giuria del concorso letterario per racconti di autori curdi del festival “Oltre il paesaggio”, che si svolge in Toscana dal 2000 al 2004, organizzato dalla Regione, per iniziativa del Comitato di Siena fondato da Iole Pinto.
Dal 1979 organizza e contribuisce a organizzare concerti di musica, serate a tema con récital di poesie, mostre di artisti e presentazioni di libri, tra i quali, il poema epico La fortezza di Dim Dim tradotto dallo scrittore e giornalista Shorsh Surme, al Salone del Libro di Torino nel 2001 e Tutta la mia vita è stata una lotta, di Sakiné Cansiz, al Museo della Resistenza di Torino, 2016. Nei primi anni duemila collabora con il Valsusa Film Festival per la presentazione di film di registi curdi, In occasione della prima partecipazione di artisti curdi alla Biennale d'Arte di Venezia, nel 2009, scrive per il catalogo Planet Kurdistan; nel 2012 partecipa al Festival del Cinema Kurdo di Roma, promosso dalla regista e scrittrice Hevi Dilara con la relazione Il ruolo della donna e la pace in Kurdistan.
È co-fondatrice dell'Istituto internazionale di Cultura kurda presieduto da Soran Ahmad, attivo a Roma dal 2012.
Fa parte del Comitato "Time has come-Freedom for Ocalan"- Italia 
È presidente onoraria di Udik - Union e donne italiane e kurde.

## Opere

### Libri
- I fuochi del Kurdistan, Roma, Datanews, 1995. Seconda edizione, 1988. ISBN 9788879810616.
- Sulle strade del Kurdistan, Torino, Edizioni Gruppo Abele, 1998. ISBN 9788876703171.
- Verso il Kurdistan, con altri, Palermo, Edizioni L'Epos, 1998. ISBN 9788883020810.
- Il diritto di esistere. Storie di kurdi e turchi insieme per la libertà, Torino, Edizioni Gruppo Abele, 2000. ISBN 9788876703560.
- Petali per Leyla, con Carmela Boutric Dortello, Verona, Edizioni Achab, 2003. ISBN 9788887613070.
- Luci che illuminano le tenebre a cura di Pasquale Totaro, con altri, Venaria Reale, Tipografia Commerciale, 2012.
- Sherko Bekas. Scintille di mille canzoni, Roma, Scienze e Lettere, 2017. ISBN 9788866871279
- Berxwedan-La resistenza del popolo kurdo contro il genocidio di Erdogan, Milano, Edizioni Punto Rosso, 2023

### Pubblicazioni di poesia kurda
- Kurdistan, una realtà. Lirici contemporanei, Torino, Città di Torino, 1982.
- Grido per la libertà. Poesie di Sherko Bekas, Torino, Città di Torino, 1984.
- Canti d'amore e di libertà del popolo kurdo, Roma, Newton Compton, 1993. ISBN 9788879830607.
- Neve di quattro stagioni. Poesie di Sherko Bekas, in Sulle strade del Kurdistan, Torino, Edizioni Gruppo Abele, 1998. ISBN 9788876703171.
- Canti d'amore e libertà del popolo Kurdo, nuova edizione ampliata, con il saggio I Fuochi di Nawroz, Gignod (Aosta), END Edizioni, 2019. ISBN 978-88-95770-72-7

### Saggistica
- La resistenza kurda in Turchia e in Irak in Le tecniche della non-violenza, Atti del convegno internazionale, Perugia, Edizioni Sindacato e Società, 1986.
- La repressione nel Kurdistan iracheno, in Il Kurdistan - Atti del convegno internazionale di Firenze, Roma, Lega italiana per i diritti e la liberazione dei popoli, 1990.
- La donna nella cultura kurda, Torino, Edizioni Sviluppo e Pace, 1991.
- "Meglio l'inferno con onore del paradiso con vergogna" - Dossier Kurdi. Un popolo che non si rassegna, Torino, Terzo Mondo Informazioni, 1991
- La questione kurda, Torino, Edizioni Sviluppo e Pace, 1992.
- Dall'accordo Saddam Hussein-Bush a una nuova teoria della guerra, di P. Ermani e A. Fanton, Prefazione, Roma, Libreria Anomalia, 1992
- Non c'è pace senza giustizia - La questione kurda, Roma, Arcipelago, numero speciale, 1996.
- Cultura e storia dei Kurdi, Novara, Associazione per la Pace, 1999.
- Libertà per Leyla Zana, con altri, Atti del convegno internazionale, Milano, Edizioni Punto Rosso, 2001.
- Il massacro chimico di Halabja in Ambiente e Guerra, Atti della giornata di studi del Centro Ricerche per la Pace dell'Università di Trieste, Roma, Edizioni Odradek, 2003. ISBN 9788886973496.
- Ocalan e le radici del pensiero democratico nella memoria vivente del popolo kurdo, in Atti della Conferenza sul pensiero di Ocalan, Livorno, Redazione Codice Rosso, 2019
- La donna kurda nel racconto dei viaggiatori occidentali, Panoramakurdo.it, 2022
- Turchia. Un genocidio all'ombra della Nato, Volerelaluna.it, 2022
- In guerra per la pace, contributo al libro Ho lasciato il fucile in montagna di Yuksel Genc, Milano, Edizioni Punto Rosso, 2023

## Premi
- Targa d'onore del governo indiano per il giornalismo, Jaipur, 1977.
- Premio nazionale di giornalismo Valsesia, Varallo, 1978.
- Premio della presidenza del concorso nazionale San Carlo, Torino, 1983.